# The One (2001)
The One ist ein Science-Fiction-Martial-Arts-Film des Regisseurs James Wong aus dem Jahr 2001. Der Film startete am 14. November 2002 in den deutschen Kinos.

## Handlung
Anstatt eines einzigen, existieren mehrere Universen und bilden gemeinsam ein System von Paralleluniversen, das „Multiversum“. In jedem dieser Universen leben jeweils verschiedene Versionen derselben Person. Stirbt eine von ihnen, überträgt sich ihre Lebensenergie auf die übrigen Versionen dieser Person, und diese gewinnen an Schnelligkeit, Kraft und Intelligenz.
Gabriel Yulaw, ein korrupter Agent der Multiversum Agency (MVA) aus einem dieser Universen, hat dies herausgefunden, nachdem er seinen ersten Doppelgänger aus Notwehr töten musste. Er strebt nun danach, The One („Der Eine“) zu werden, indem er alle anderen Doppelgänger in den verschiedenen Universen tötet. Was ihn am Ende erwartet, wenn er den letzten Doppelgänger getötet hat, ist unbekannt. Bis auf den Polizisten Gabe Law hat Yulaw bereits alle anderen 123 Doppelgänger getötet.
Die beiden MVA-Agenten Evan Funsch und Harry Roedecker verfolgen ihn und können ihn mehrmals daran hindern, Gabe zu töten. Rodecker wird in einem Zweikampf von Yulaw getötet. Law hat anfangs Zweifel an der Geschichte vom Multiversum, sucht jedoch Vergeltung, als seine Frau T. K. von Yulaw getötet wird.
Yulaw und Law verfügen über dieselben Fähigkeiten und kämpfen gegeneinander. Bevor ein Sieger feststeht, werden sie, zusammen mit Funsch, über ein sich öffnendes Wurmloch in das Heimatuniversum von Yulaw transportiert. Dort soll fälschlicherweise Gabe in das Hades Universum, eine Gefängniswelt, transportiert werden. Jedoch bemerkt Funsch noch rechtzeitig den Abdruck des fehlenden Eherings, der Gabe von Yulaw unterscheidet. Yulaw wird in das Hades Universum geschickt.
Gabe wird, weil er nicht autorisiert durch die Galaxis gereist ist, zurück in sein Universum geschickt, obwohl er dort verdächtigt wird, die Morde von Yulaw begangen zu haben.
Allerdings ändert Agent Funsch die Koordinaten: Er schickt ihn in ein zeitlich früheres Paralleluniversum, welches Gabes altem Universum ähnelt – genau so weit, dass er kurz vor dem Moment dort ankommt, in dem er in der Vergangenheit seine Frau kennengelernt hatte.
Yulaw strebt die Macht über die anderen Insassen der Gefängniswelt an. Da diese ihm jedoch nicht folgen wollen, nimmt Yulaw den Kampf gegen alle auf.

## Trivia
- Der Soundtrack des Films beinhaltet Songs einiger namhafter Künstler wie Papa Roach, Disturbed und Drowning Pool.
- Produktplatzierung: Die Uhr mit analoger und digitaler Zeitanzeige sowie Kompass und Thermometer, die Agent Funsch trägt, wurde von der Uhrenmarke Storm unter dem Namen Navigator vertrieben. Des Weiteren sind häufig Pepsi-Automaten zu sehen.
- Es gab viele verschiedene Promotion- und Marketingphrasen, die u. a. folgendermaßen lauteten:
  - Stealing the power of the universes one by one
  - There can only be one
  - Only one will survive
  - What would you do if the most dangerous man alive was you?
  - In order to save the universe, he will have to fight the fiercest enemy he has ever faced... himself.
- In Minute 40 des Films ist zu sehen, dass die Handlung im Krankenhaus den gleichen Gebäudekomplex wie die Serie Scrubs – Die Anfänger nutzt.
- Am Ende wird ein Universum mit „Amerikas sauberster Stadt“ gezeigt, in dem der Myer NMG und der Honda Insight auf der Straße fahren.
- Im Trailer zum Film ist eine Teleportationsszene zu sehen, die es nicht in den fertigen Film schaffte.

## Kritik
„Science-Fiction-Thriller, der zwar mit den üblichen Logikbrüchen zu kämpfen hat, aber durch gute Effekte, einen virtuosen Hauptdarsteller und solide inszenatorische Leistungen überzeugt.“

## Auszeichnungen
- MTV Movie Award (2002): Nominierung für Best Fight (Jet Li, versus himself)